# Vũ Văn Kiểu
Vũ Văn Kiểu (sinh ngày 5 tháng 10 năm 1945) là một Tiến sĩ Quân sự, sĩ quan cao cấp của Quân đội nhân dân Việt Nam, hàm Trung tướng, nguyên Viện trưởng Viện Chiến lược Quân sự, Phó Giám đốc Học viện Quốc phòng.

## Tiểu sử
Vũ Văn Kiểu sinh ngày 5 tháng 10 năm 1945 tại xã Trực Chính, huyện Trực Ninh, tỉnh Nam Định. Ông từng là học viên tại Trường Sĩ quan Lục quân. Trong thời kỳ Chiến tranh Việt Nam, Vũ Văn Kiểu từng phục vụ trong Sư đoàn 325, Quân đoàn 2, trải qua các chức vụ Trung đội trưởng, Đại đội trưởng, Trung đoàn phó. Năm 1972, ông tham gia Trận Thành cổ Quảng Trị. Về sau, ông tiếp tục trở thành học viên tại Học viện Lục quân, Học viện Quân sự Cấp cao, lần lượt trở thành Giáo viên, Phó chủ nhiệm khoa, Chủ nhiệm khoa Học viện Quốc phòng. Trong thời gian công tác tại Học viện Quốc phòng, ông còn là Ủy viên Hội đồng khoa học, Chủ tịch Hội đồng khoa học nghệ thuật của Học viện. Đây cũng là nơi ông đã tốt nghiệp Tiến sĩ ngành Khoa học quân sự, chuyên ngành Nghệ thuật chiến dịch vào năm 1994.
Năm 1997, khi còn mang hàm Thiếu tướng, ông được bổ nhiệm làm Phó Giám đốc Học viện Quốc phòng Việt Nam. Năm 2003, ông được bổ nhiệm làm Viện trưởng Viện Chiến lược Quân sự. Trong thời gian công tác tại Viện Chiến lược Quân sự, ông còn đảm nhiệm Phó Chủ tịch Hội đồng khoa học, thành viên Ban chỉ đạo biên soạn "Từ điển bách khoa quân sự Việt Nam" được xuất bản năm 2004. Năm 2006, ông được thăng hàm Trung tướng, đồng thời được kéo dài thời gian phục vụ trong quân ngũ.
Đến đầu năm 2008, ông nghỉ hưu theo chế độ. Sau khi về hưu, ông là Chủ tịch Hội chiến sĩ Thành cổ Quảng Trị thành phố Hà Nội, Phó Trưởng ban rồi Trưởng ban liên lạc Sư đoàn 325.

## Khen thưởng
- Huân chương Chiến công.
- Huân chương Chiến sĩ vẻ vang.
- Huy chương Quân kỳ quyết thắng.
- Huân chương Kháng chiến chống Mỹ cứu nước.
- Huy chương vì sự nghiệp khoa học và công nghệ.

## Lịch sử phong quân hàm
| Năm thụ phong |                                                  |                                                 | 2006                                                 |
| ------------- | ------------------------------------------------ | ----------------------------------------------- | ---------------------------------------------------- |
| Quân hàm      | Tập tin:Vietnam People's Army Senior Colonel.jpg | Tập tin:Vietnam People's Army Major General.jpg | Tập tin:Vietnam People's Army Lieutenant General.jpg |
| Cấp bậc       | Đại tá                                           | Thiếu tướng                                     | Trung tướng                                          |